# Candarave (provincie)
Candarave is de kleinste van de vier provincies in de regio Tacna in Peru. De provincie heeft een oppervlakte van 2.261 km² en heeft 8.095 inwoners (2015). De hoofdplaats van de provincie is het district Candarave.
De provincie grenst in het noorden aan de regio Moquegua, in het oosten aan de regio Puno, in het zuiden aan de provincie Tarata en in het westen aan de provincie Jorge Basadre.

## Bestuurlijke indeling
De provincie is onderverdeeld in zes districten:
- Candarave, hoofdplaats van de provincie
- Cairani
- Camilaca
- Curibaya
- Huanuara
- Quilahuani

Candarave · Jorge Basadre · Tacna · Tarata